# SŽD-Baureihe ТЭП60
Die Lokomotiven der SŽD-Baureihe ТЭП60 (deutsche Transkription TEP 60) der Sowjetischen Eisenbahnen (SŽD) sind breitspurige Diesellokomotiven vorrangig für den Schnellzugdienst auf nicht elektrifizierten Strecken.

## Geschichte
Die Lokomotive entstand im Jahr 1960 im Werk Kolomna, nachdem 1959 drei Varianten zur Auswahl gestellt wurden:
- 1. eine Lokomotive mit zwei Endführerständen, der Achsfolge Bo´Bo´ und Verwendung des Dieselmotors D 45
- 2. dieselbe Lokkonstruktion mit der Achsfolge Co´Co´und zwei Führerständen
- 3. wie Variante 1, aber mit nur einem Führerstand.

Für die Fertigung wurde die Variante 2 zu Grunde gelegt. Nach der Fertigstellung des Prototyps ТЭП60-0001 wurde sie ab Mitte 1960 auf der Oktoberbahn ausführlich erprobt. Nach ausführlichen Tests durch die SŽD lief im Jahr 1961 die Serienproduktion an. Bis 1985 wurden 1240 Lokomotiven hergestellt.
Grob kann man sagen, dass die Lokomotiven vorrangig auf breitspurigen Strecken der baltischen Staaten eingesetzt waren und dort auf nichtelektrifizierten Strecken bis etwa zum Jahr 2000 den Schnellzugdienst verrichteten. Insbesondere wurden die Fahrzeuge mit der Bespannung des Fernschnellzuges Moskau–Kaliningrad in dem Abschnitt Vilnius–Kybartai betraut. 2011 konnten die Maschinen nicht mehr im Einsatz beobachtet werden. Viele Fahrzeuge blieben erhalten und können in den zahlreichen Museen der ehemaligen UdSSR besichtigt werden.

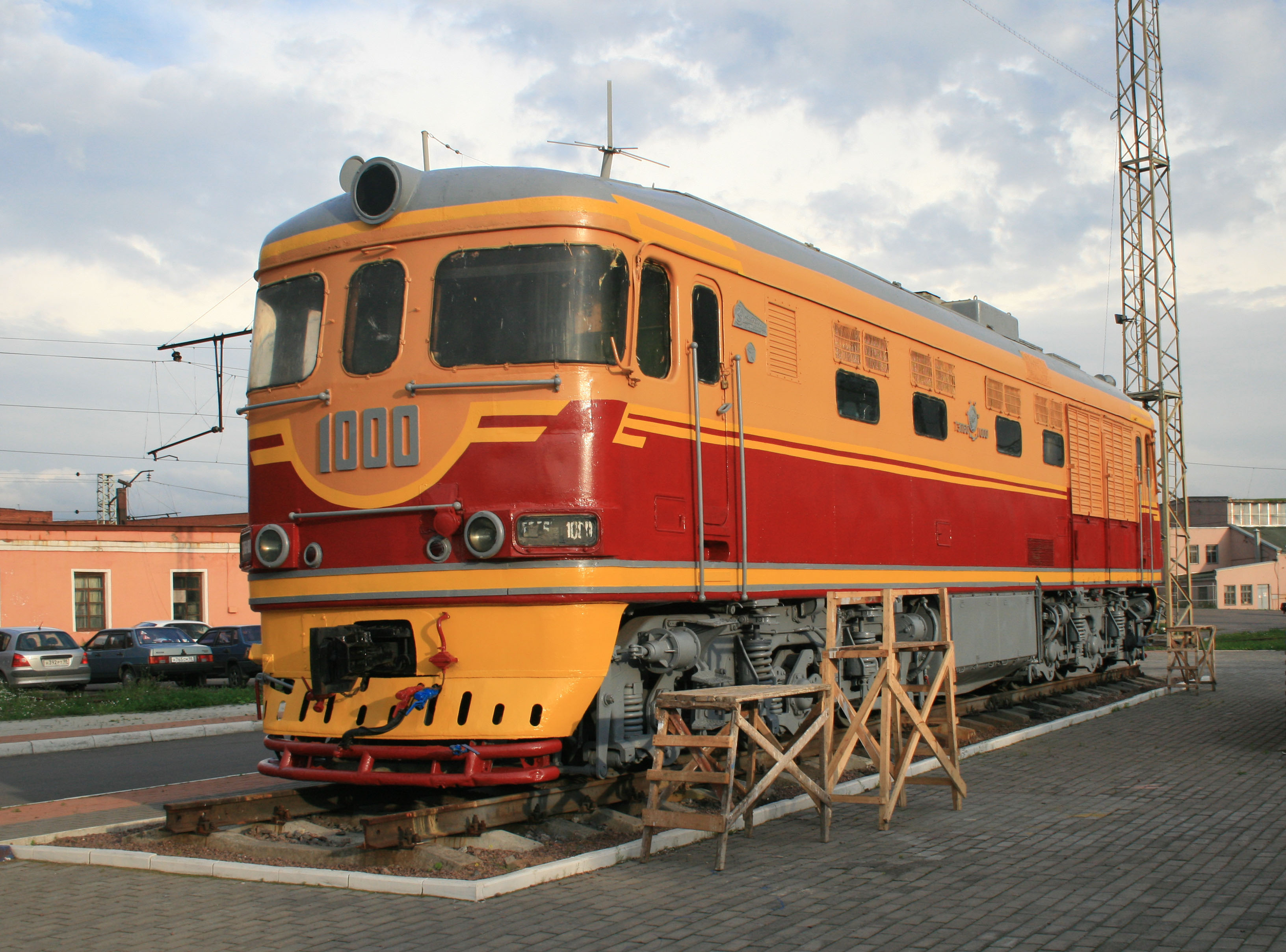
ТЭП60-1000

## Technische Beschreibungen
Die Lokomotive ist eine Drehgestelllokomotive mit zwei dreiachsigen Drehgestellen. Der Lokomotivaufbau gliedert sich in die zwei geräuschisoliert abgetrennten Führerstände, den anschließenden Einstiegsräumen und dem dazwischenliegenden Maschinenraum. Der Lokomotivrahmen stützt sich mit etwa 50 % seiner Masse über acht Pendelstützen mit zwischengeschalteten Schraubenfedern auf den beiden Drehgestellrahmen ab. Zur Übertragung der horizontalen Zug- und Bremskräfte sowie zur Aufnahme der anderen 50 % Rahmenmasse sind je Drehgestell zwei außermittig in Gummikegelfedern elastisch gelagerte Drehzapfen mit je zwei Rückstellfedertöpfen vorhanden. Zwei in Gummibuchsen gelagerte Lenkerhebel führen je Achslager die rollengelagerten Radsätze.
Die Drehgestelle sind mit vier Bremszylindern ausgestattet, die über ein Gestänge alle Räder mit Bremsklötzen aus Grauguss beidseitig abbremsen. Versuchsweise waren auch Plastikbremsklötze im Einsatz.
Die Lokomotive wird von dem 16-Zylinder-Zweitakt-Dieselmotor 11 D 45 angetrieben (230 mm × 300 mm, 200 l, 13,5:1). Der Motor wird über Abgasturbolader und Roots-Gebläse zweistufig aufgeladen. Dieselmotor und Hauptgenerator sind gemeinsam auf einem Hilfsrahmen gelagert. Die fremdbelüfteten Gleichstromfahrmotoren entsprechen im Prinzip denen der ТЭ10 – alle sechs sind parallel geschaltet. Antrieb und Aufhängung sind hingegen völlig neu. Die Fahrmotoren sind im gefederten Teil des Drehgestellrahmens eingebaut, die Radsätze werden von einer Hohlwelle unter Zwischenschaltung von Gummielementen angetrieben. Das Regelsystem ist ebenso wie bei der ТЭ10 ausgeführt, allerdings unter der Verwendung von besseren Geräten. Die Leistungseinstellung der Lokomotive erfolgt über 15 Fahrstufen.

## Weiterentwicklungen

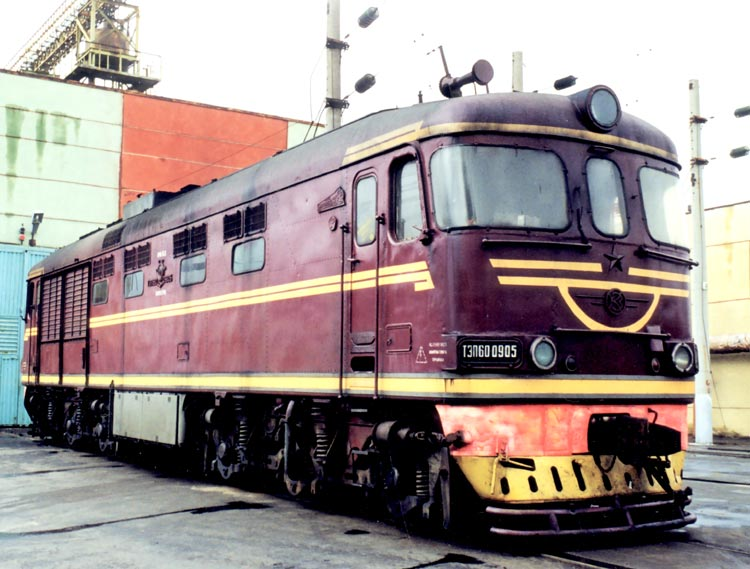
ТЭП60-0905 im Jahr 2000

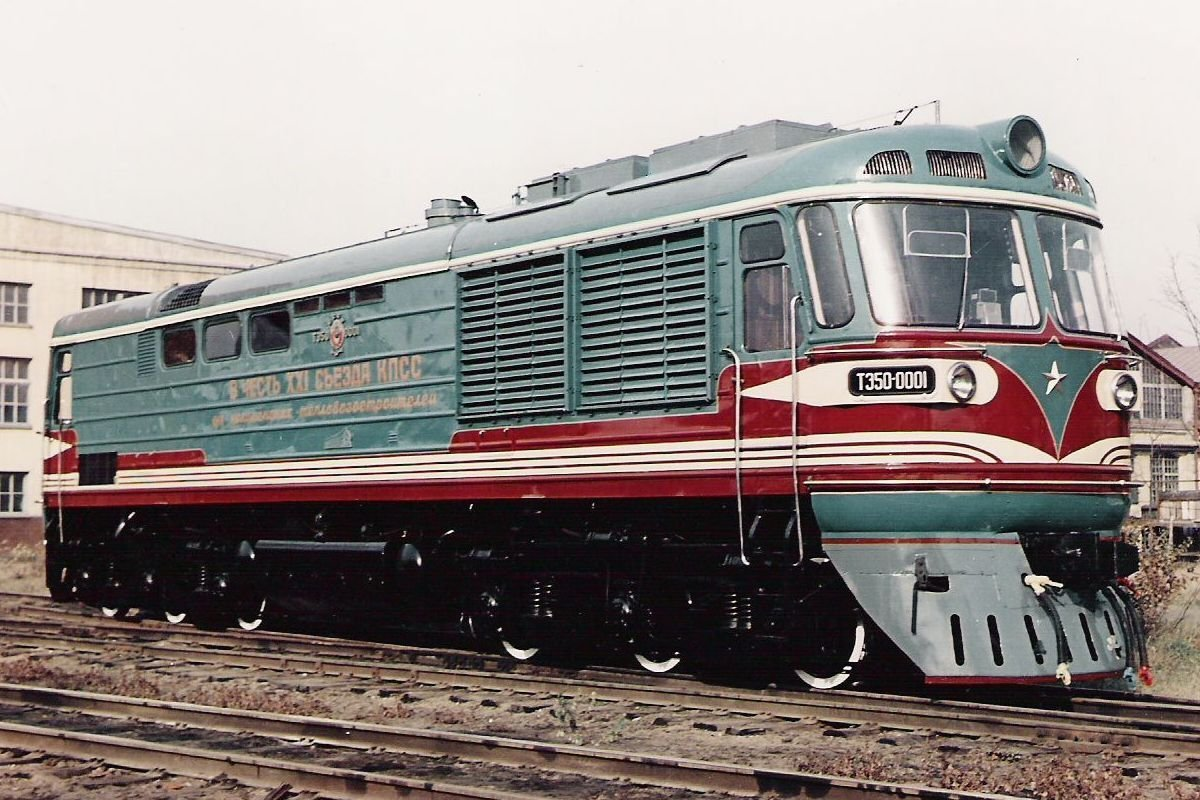
ТЭ50.001

Als Güterzugvariante wurde 1958 eine Variante der Lokomotive mit 100 km/h Höchstgeschwindigkeit entwickelt. Diese als ТЭ50 bezeichnete Variante der Lokomotive wurde in einem Exemplar gefertigt und erprobt. Eine Serienfertigung erfolgte nicht.
Als Doppellokomotive mit nur einem Führerstand und Übergang zwischen den beiden Lokhälften wurden insgesamt 116 Lokomotiven als SŽD-Baureihe 2ТЭП60 von 1964 bis 1987 gefertigt.